# Le Régiment de Québec
Le Régiment de Québec est un ancien régiment d'infanterie de la Première réserve des Forces armées canadiennes. Il fut d'abord créé en tant que bataillon en 1869 sous le nom de The Provisional Battalion of "Quebec", littéralement « Le Bataillon provisoire de "Québec" ». Celui-ci devint le 87th "Quebec" Battalion of Infantry, littéralement le « 87e "Québec" Bataillon d'infanterie » en 1881. En 1900, le bataillon devint un régiment et adopta le nom de 87th Quebec Regiment, littéralement le « 87e Régiment de Québec ». Il adopta le nom de Le Régiment de Québec en 1920. Le 1er septembre 1954, il fusionna avec Les Voltigeurs de Québec.

## Histoire

### Création et origines
L'unité a été créée à Saint-Ambroise au Québec le 9 avril 1869 en tant que The Provisional Battalion of "Quebec". Le 27 mai 1881, celui-ci fut renommé en 87th "Quebec" Battalion of Infantry.
Le bataillon devint un régiment le 8 mai 1900 et adopta le nom de 87th Quebec Regiment.

### Première Guerre mondiale
Dans la foulée de la Première Guerre mondiale, des détachements du Régiment de Québec furent mobilisés pour le service actif le 6 août 1914. Leur rôle était de prodiguer des services de protection locale.

### Entre-deux-guerres
Le 29 mars 1920, il fut renommé en Le Régiment de Québec. Il fut renommé de nouveau le 15 décembre 1936 en Le Régiment de Québec (Mitrailleuses).

### Seconde Guerre mondiale

Insigne distinctif de la 7e Division d'infanterie canadienne

Dans la foulée de la Seconde Guerre mondiale, des détachement du Régiment de Québec furent mobilisés le 26 août 1939 et mis en service actif le 1er septembre suivant sous le nom de Le Régiment de Québec (Mitrailleuses), CASF (Details). Le rôle de ce dernier était de prodiguer des services de protection locale. Il fut dissous le 31 décembre 1940.
Le 18 mars 1942, le régiment mobilisa le 1st Battalion, Le Régiment de Québec, CASF pour le service actif et le bataillon de réserve devint alors le 2nd (Reserve) Battalion, Le Régiment de Québec (Mitrailleuses). Le 1er Bataillon servit à Terre-Neuve pour la défense territoriale en tant que composante de la 15e Brigade d'infanterie canadienne de la 7e Division d'infanterie canadienne (en). Il fut dissous le 22 décembre 1945 et la bataillon de réserve redevint alors Le Régiment de Québec (Mitrailleuses).

### Fusion avec Les Voltigeurs de Québec
Le 1er septembre 1954, Le Régiment de Québec (Mitrailleuses) fusionna avec Les Voltigeurs de Québec (Motor) qui adoptèrent alors le nom de Les Voltigeurs de Québec (Mitrailleuses). De nos jours, ces derniers sont simplement Les Voltigeurs de Québec.

## Lignée
| Nom                                                            | Date             |
| -------------------------------------------------------------- | ---------------- |
| The Provisional Battalion of "Quebec"                          | 9 avril 1869     |
| 87th "Québec" Battalion of Infantry                            | 27 mai 1881      |
| 87th Quebec Regiment                                           | 8 mai 1900       |
| Le Régiment de Québec                                          | 29 mars 1920     |
| Le Régiment de Québec (Mitrailleuses)                          | 15 décembre 1936 |
| 2nd (Reserve) Battalion, Le Régiment de Québec (Mitrailleuses) | 18 mars 1942     |
| Le Régiment de Québec (Mitrailleuses)                          | 22 décembre 1945 |

## Annexe